# Marcel Mauron
Marcel Mauron (* 5. März 1929; † 21. Januar 2022) war ein Schweizer Fussballspieler.

## Leben
Mauron wurde in der Saison 1954/55 mit 30 Treffern Torschützenkönig der Nationalliga A. Er gewann mit La Chaux-de-Fonds 1954 und 1955 das Double. Zudem wurde er 1957 zum dritten Mal Cupsieger. Mauron nahm mit der Schweiz an der Weltmeisterschaft 1954 teil, wurde aber nicht eingesetzt. Insgesamt absolvierte er neun Länderspiele, in denen er zwei Tore erzielte.
Mauron galt als schnell, schussstark und sehr torgefährlich. Später war er in der Uhrenindustrie tätig. Am 27. Januar 2022 gab sein früherer Verein FC La Chaux-de-Fonds den Tod Maurons bekannt.